# Gonomyia (Gonomyia) tenella
Gonomyia (Gonomyia) tenella is een tweevleugelige uit de familie steltmuggen (Limoniidae). De soort komt voor in het Palearctisch gebied.